# Zentrale Polizeidirektion Niedersachsen

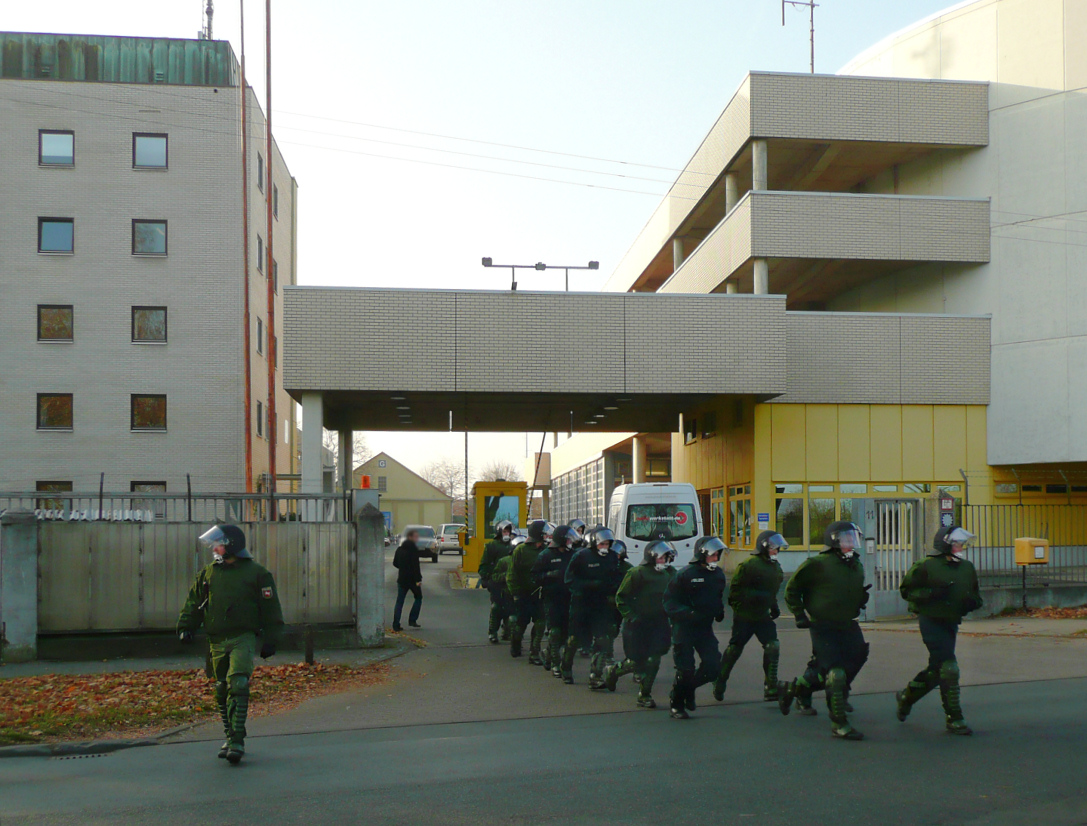
Eingang der Zentralen Polizeidirektion in Hannover mit übenden Bereitschaftspolizisten

Die Zentrale Polizeidirektion Niedersachsen (ZPD NI) mit Sitz in Hannover ist neben sechs regionalen Polizeidirektionen die zentrale Polizeidirektion der Polizei Niedersachsen. Sie ist für die Unterstützung aller niedersächsischen Polizeieinrichtungen zuständig und dem Niedersächsischen Ministerium für Inneres und Sport nachgeordnet.

## Geschichte
Die Zentrale Polizeidirektion Niedersachsen entstand bei der Umorganisierung der Polizeiorganisation im Jahre 2004, als die Polizei aus den vier in diesem Jahr aufgelösten Bezirksregierungen herausgenommen wurde. Daraus entstanden sechs regionale Polizeidirektionen in der Fläche sowie aus der Landesbereitschaftspolizei Niedersachsen und dem Polizeiamt für Technik und Beschaffung Niedersachsen (PATB NI) die Zentrale Polizeidirektion für zentrale und technische Aufgaben.

## Organisation
Die ZPD Niedersachsen wird derzeit (Stand: 2023) von einem Polizeipräsidenten und einer Polizeivizepräsidentin geleitet. Ihnen untersteht das Dezernat 01 für zentrale Aufgaben, wie Öffentlichkeitsarbeit, und das Polizeiorchester Niedersachsen. Des Weiteren ist die Behörde wie folgt strukturiert:
- Abteilung 1 – Personalservice und Finanzen mit Personalmanagement, Recht,  Medizinischer Dienst, Sozialwissenschaftlicher Dienst (SWD)
- Abteilung 2 – Einsatz mit Stabsstelle, Einsatzunterstützung, Zentrales Diensthundwesen (ZDHW), Bereitschaftspolizei mit Technischer Einsatzeinheit (TEE)
- Abteilung 3 – Einsatzmittel mit Fuhrparkmanagement, Zentraler Fahrdienst Niedersachsen, Polizeihubschrauberstaffel Niedersachsen (PHuStN)
- Abteilung 4 – Informations- und Kommunikationstechnologie (IKT) mit Servicemanagement, Polizeiliche Fachanwendungen, Digitalfunk

## IT-Technik
In der Abteilung „Informations- und Kommunikationstechnologie“ sind mehr als 300 Beschäftigte tätig. Sie sichern die Funktionsfähigkeit, Entwicklung und Wartung polizeilicher IT-Anwendungen,  unter anderem des Vorgangsbearbeitungssystems Nivadis und der Online-Wache.

## Bereitschaftspolizei
Der Bereitschaftspolizei gehören rund 1100 Beamte an. Sie verfügt über sieben flächendeckend auf das Land Niedersachsen verteilte Bereitschaftspolizeihundertschaften und eine Technische Einsatzeinheit (TEE) sowie fünf Beweissicherungs- und Festnahmeeinheiten. Die Bereitschaftspolizei ist hauptsächlich für polizeiliche Großlagen zuständig, die im geschlossenen Einsatz bewältigt werden. Ihre Einheiten werden in ganz Niedersachsen und in besonderen Fällen auch außerhalb des Landes eingesetzt.

### Aufgaben
- Bewältigung von Einsätzen aus besonderem Anlass in Niedersachsen, zum Beispiel Fußballspiele, Versammlungen, Castortransporte ins Brennelemente-Zwischenlager Gorleben
- Unterstützung anderer Bundesländer bei der Bewältigung von Einsatzlagen aus besonderem Anlass
- Unterstützung des polizeilichen Einzeldienstes bei der Bekämpfung von Verkehrsunfallursachen und in besonderen Kriminalitätsfeldern
- Hilfeleistung gemäß Art. 35 GG bei Naturkatastrophen, wie Hochwasser und besonders schweren Unglücksfällen
- Suchaktionen nach Personen oder Sachen

### Gliederung
Derzeit (2021) gibt es in Niedersachsen sieben Bereitschaftspolizeihundertschaften (BPH), die vom Dezernat 22 der Zentralen Polizeidirektion mit Sitz in Hannover geführt werden. Jede BPH verfügt über 3–4 Züge. Die Hundertschaften sind flächendeckend auf das Land auf sechs Standorte bei den Polizeidirektionen in Niedersachsen verteilt. Die Unterbringung erfolgt zum Teil in früheren Militärkasernen.
- 1. Bereitschaftspolizeihundertschaft in Hannover
- 2. Bereitschaftspolizeihundertschaft in Hannover
- 3. Bereitschaftspolizeihundertschaft in Braunschweig
- 4. Bereitschaftspolizeihundertschaft in Lüneburg
- 5. Bereitschaftspolizeihundertschaft in Göttingen
- 6. Bereitschaftspolizeihundertschaft in Oldenburg
- 7. Bereitschaftspolizeihundertschaft in Osnabrück
- Technische Einsatzeinheit Niedersachsen (TEE NI) in Hannover

### Technische Einsatzeinheit

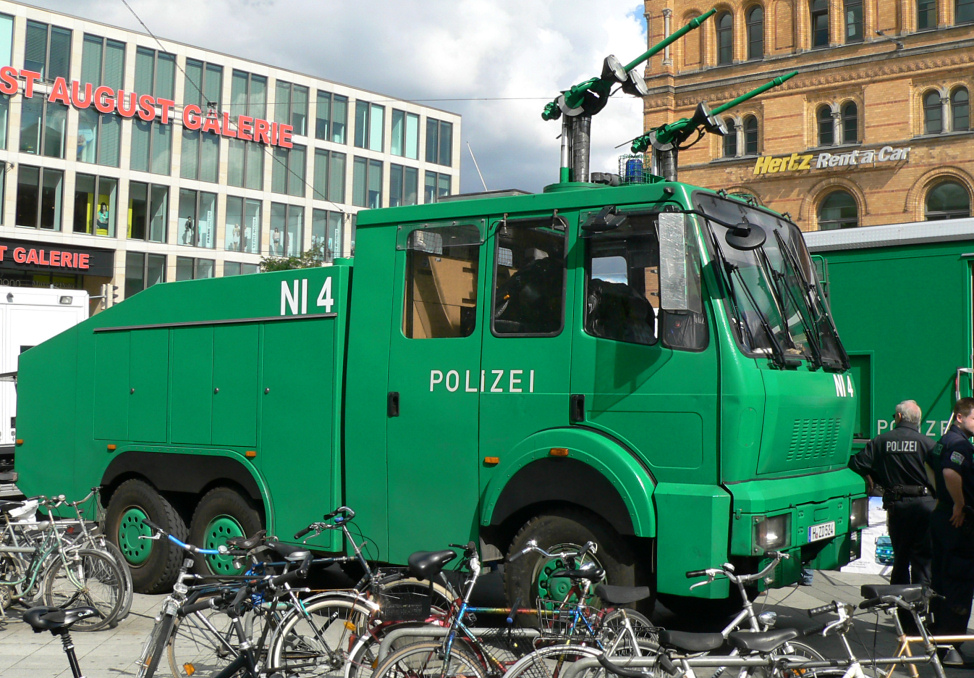
Wasserwerfer 9000 des Wasserwerfer- und Sonderwagenzuges

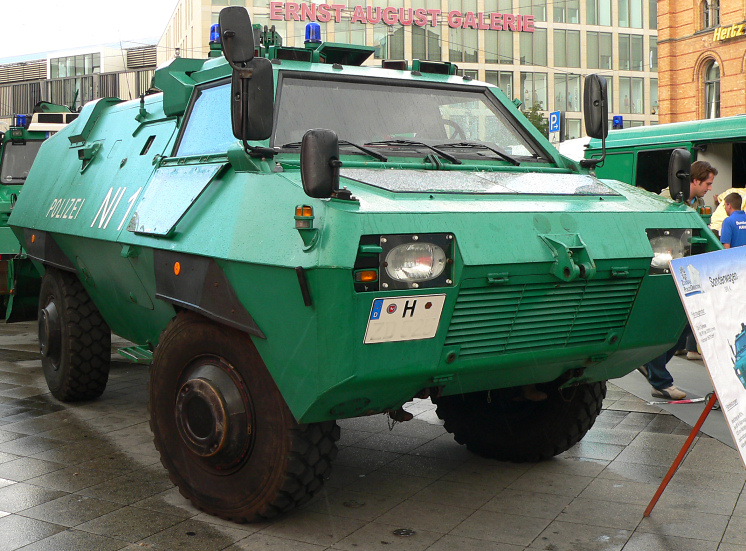
Sonderwagen Typ SW 4 des Wasserwerfer- und Sonderwagenzuges

Die Technische Einsatzeinheit (TEE) besteht aus drei Zügen. Sie steht mit ihren speziellen Fahrzeugen und Einsatzmitteln den Einsatzkräften der Zentralen Polizeidirektion Niedersachsen und auch anderen Polizeidienststellen zur Verfügung. Zur TEE zählen die Führungsgruppe, der Informations- und Kommunikationszug (IuK-Zug), der Wasserwerfer- und Sonderwagenzug (WaWe/SW-Zug) mit Sitz in Hannover sowie der Technische Zug mit Polizeitauchern, dessen drei Gruppen disloziert in Hannover, Braunschweig und Oldenburg beheimatet sind. Polizeitaucher können von den Polizeidienststellen rund um die Uhr für besondere Einsätze angefordert werden. Sie tauchen in allen stehenden, fließenden und zugefrorenen Binnengewässern sowie der Nordsee.

### Beweissicherungs- und Festnahmeeinheiten
1989 stellte die Landesbereitschaftspolizei in Niedersachsen erstmals Festnahmeeinheiten auf, die bei Einsätzen mit Gewaltpotenzial eingesetzt wurden. Heute gibt es fünf Beweissicherungs- und Festnahmeeinheiten (BFE). Die spezialisierten Einheiten bestehen aus einer Führungsgruppe sowie Tatbeobachtungs-, Beweissicherungs-, Festnahme- und Sicherungstrupps. Beweissicherungs- und Festnahmeeinheiten befinden sich in Hannover mit zwei Einheiten und in Braunschweig, Göttingen sowie Oldenburg mit je einer Einheit. Sie sind Bestandteile der jeweiligen Bereitschaftspolizeihundertschaften, agieren aber im Einsatzfall selbständig. Je nach Bedarf können auch mehrere BFE’en zu einer Beweissicherungs- und Festnahmehundertschaft (BFHu) zusammengefasst werden.